# Dufourea spinifera
Dufourea spinifera là một loài Hymenoptera trong họ Halictidae. Loài này được Viereck mô tả khoa học năm 1904.